# Pleoticus muelleri
Il gambero argentino o gambero atlantico (Pleoticus muelleri) è un crostaceo decapodo.
È una specie denominata anche come:
- Hymenopenaeus muelleri
- Solenocera muelleri
- Haliporus carinatus
- Parartemesia carinata
- Philonicus muelleri
- Haliporus muelleri[2]

Vive lungo le coste dell'Atlantico sud occidentale dal Brasile fino al Cile, ma le zone con la concentrazione più alta sono le coste della Patagonia argentina. 
Ha abitudini simili a un altro gambero argentino, l'Artemesia longinaris, è un buon nuotatore ma trascorre molto tempo anche sul fondale per cacciare o nascondersi.
È una specie molto sfruttata per l'alimentazione umana, fino a 12.000 tonnellate l'anno, seppur meno pregiata del gambero mediterraneo.